# Günther Laukien
Günther Laukien (* 23. Mai 1924 in Eschringen; † 29. April 1997 in Karlsruhe) war ein deutscher Physiker und Unternehmensgründer.

## Leben und Wirken
Nach dem Physikstudium in Tübingen war Günther Laukien ab 1952 als Assistent für Experimentalphysik am Physikalischen Institut in Stuttgart tätig. Hier konzentrierte er sich auf das damals neue Forschungsgebiet Kernspinresonanz (NMR). 1958 veröffentlichte er einen wichtigen 256-Seiten Beitrag zu diesem Forschungsgebiet im Handbuch der Physik. Darin beschrieb er den theoretischen Wissensstand in der Kernspinresonanz, ging aber auch auf die praktischen Aspekte der Entwicklung experimenteller Systeme ein. Laukien schuf damit eines der ersten zusammenfassenden Werke über die NMR-Spektroskopie und er gilt heute als einer der Pioniere auf diesem Gebiet.
1960 wurde er als Professor für Experimentalphysik an die Universität Karlsruhe berufen. Um diese Zeit baute man in US-amerikanischen Labors und einer Firma bereits die ersten hochauflösenden NMR-Geräte für die analytische Chemie. Am 7. September 1960 gründete er die Bruker Physik AG und leitete, parallel zu seiner Arbeit an der Universität, diese Firma. Eine Reihe seiner Studenten an der Universität konnte er später als Mitarbeiter für seine Firma gewinnen. Hierzu zählte auch der Physiker Manfred Holz. Laukien lieferte in dieser Kooperation ein frühes Beispiel für einen gelungenen Technologietransfer in Deutschland.
Im Jahre 1968 wurde Laukien zum Professor für Elektronik an der damals neuen Ruhr-Universität Bochum ernannt.
Von 1960 bis zu seinem Tod 1997 führte Günther Laukien die von ihm gegründete Firma Bruker und machte aus dem Karlsruher Unternehmen eine weltweit agierende Firmengruppe mit  (im Jahr 2019) ca. 6000 Mitarbeitern.
Laukien erhielt viele Ehrungen, darunter den Preis der International Society of Magnetic Resonance (ISMAR).
Nach seinem Tod wurde der Günther Laukien Prize gestiftet, der für experimentelle NMR-Arbeiten mit aussichtsreichen Anwendungsmöglichkeiten vergeben wird.

## Mitgliedschaften
Laukien war seit 1988 Mitglied der Russischen Akademie der Wissenschaften.

## Schriften
- Kernmagnetische Hochfrequenz-Spektroskopie, in Siegfried Flügge, Handbuch der Physik, Band 38-1, 1958.